# Llista de títols nobiliaris del franquisme
Amb la promulgació el 1947 de la Llei de Successió en la Prefectura de l'Estat, Espanya es constituí com a Regne sense rei i, en conseqüència, el cap de l'Estat espanyol Francisco Franco s'atorgà el dret de reconèixer i concedir títols nobiliaris. El 1948 es va promulgar el decret que restablia la legislació nobiliària de la restauració que havia estat derogada per la Segona República Espanyola. Una altra de les singularitats de la legislació nobiliària franquista és el reconeixement d'alguns dels títols nobiliaris atorgats pels pretendents carlistes.

## Títols nobiliaris

### Any 1948
- Duc de Primo de Rivera, amb Grandesa d'Espanya, concedit a títol pòstum, el 18 de juliol, a favor del polític José Antonio Primo de Rivera y Sáenz de Heredia, III marquès d'Estella, Gran d'Espanya.
- Duc de Calvo Sotelo, amb Grandesa d'Espanya, concedit a títol pòstum, el 18 de juliol, a favor del polític José Calvo Sotelo.
- Duc de Mola, amb Grandesa d'Espanya, concedit a títol pòstum, el 18 de juliol, a favor del general Emilio Mola y Vidal.
- Comte de l'Alcázar de Toledo, amb Grandesa d'Espanya, concedit també el 18 de juliol, a favor del capità general José Moscardó e Ituarte, llavors president del Comitè Olímpic Espanyol.

### Any 1949
- Marquès de Dávila, concedit el 18 de juliol, a favor del llavors Ministre de l'Exèrcit, general Fidel Dávila Arrondo. Amb Grandesa d'Espanya des del 18 de juliol de 1951.
- Comte de Labajos, concedit el 18 de juliol a títol pòstum, a favor d'Onésimo Redondo, dirigente nacionalsindicalista, un dels fundadors de les JONS, mort en una emboscada en iniciar-se la Guerra Civil Espanyola.
- Comte de Pradera, concedit el 18 de juliol a títol pòstum, a favor de Víctor Pradera, figura rellevant del partit tradicionalista, orador i polític, assassinat pels anarquistes.

### Any 1950
- Comte del Jarama, a títol pòstum, a favor de Joaquín García-Morato (1950).
- Marquès d'Alborán, a favor de Francisco Moreno Fernández (1950).
- Marquès de Queipo de Llano, a favor de Gonzalo Queipo de Llano (1950).
- Marquès de Saliquet, a favor d'Andrés Saliquet (1950).
- Comte d'Arruga, a favor d'Hermenegildo Arruga Liró (1950).
- Comte d'Arteche, a favor de Julio Francisco Domingo de Arteche y Villabaso (1950).

### Any 1951
- Marquès de Varela de San Fernando, a favor de José Enrique Varela (1951).
- Comte de Benjumea, a favor de Joaquín Benjumea Burín (1951).

### Any 1952
- Marquès de Somosierra, a títol pòstum, a favor de Francisco García Escámez (1952).
- Marquès de Ramón y Cajal, a títol pòstum, a favor de Santiago Ramón y Cajal (1952).

### Any 1953
- Marquès de San Leonardo de Yagüe, a favor de Juan Yagüe (1953).

### Any 1954
- Marquès de Santa María de la Almudena, a favor de Juan Bautista Tedeschini Danieli (1954).
- Comte de la Cierva, a favor de Juan de la Cierva y Codorníu (1954).

### Any 1955
- Marquès de Vigón, a favor de Juan Vigón y Suerodiaz (1955).
- Comte de Fenosa, a favor de Pedro Barrié de la Maza (1955).

### Any 1958
- Comte d'Echeverría de Legazpia, a favor de Patricio Echeverría Elorza (1958).

### Any 1960
- Comtessa del Castillo de la Mota, a favor de Pilar Primo de Rivera (1960).
- Marquès de Suanzes, a favor de Juan Antonio Suanzes (1960).

### Any 1961
- Marquès de Bilbao Eguia, a favor d'Esteban Bilbao Eguia (1961).
- Marquès de Casa Cervera, a títol pòstum, a favor de Juan Cervera Valderrama (1961).
- Marquès de Kindelán, a favor d'Alfredo Kindelán (1961).
- Comte de Martín Moreno, a favor de Francisco Martín Moreno (1961).
- Comte de Pallasar, a títol pòstum, a favor de Joaquín García Pallasar (1961).
- Marquès de Torroja, a títol pòstum, a favor d'Eduardo Torroja Miret (1961).

### Any 1965
- Baronessa de Camporredondo, a favor de María Samaniego y Martínez Fortín (1965).

### Any 1969
- Comte d'El Abra, a favor d'Alfonso Churruca y Calbetón (1969).

### Any 1973
- Comte de Bau, a favor de Joaquín Bau Nolla (1973).
- Duc de Carrero Blanco, a títol pòstum, a Luis Carrero Blanco (1973).

### Any 1974
- Comte de Maeztu, a títol pòstum, a favor de Ramiro de Maeztu (1974).

### Grandesa d'Espanya
A més a més se'ls associà a diversos d'ells la Grandesa d'Espanya:
- Per unir el marquesat de Dávila, a favor de Fidel Dávila Arrondo (1951).
- Per unir el comtat de Rodezno, a favor de Tomás Domínguez Arévalo (1952).
- A títol pòstum, per unir el comtat de Vallellano, a favor de Fernando Suárez de Tangil y Angulo (1964).

## Títols de la Corona
- Autorització per usar a Espanya el títol de duquessa de Badajoz, concedit per Joan de Borbó, comte de Barcelona, a la seva filla Pilar de Borbó (1967).
- Príncep d'Espanya, a favor del llavors (1969) príncep Joan Carles de Borbó, rei d'Espanya fins al 19 de juny de 2014, quan el va succeir el seu fill Felip de Borbó.
- Autorització per usar a Espanya el títol de duc de Cadis, concedit per Joan de Borbó, comte de Barcelona, al seu nebot Alfons de Borbó i Dampierre (1972).